# أنطوان أغوديو
أنطوان أغوديو (بالإنجليزية: Antoine Agudio)‏ مواليد 20 يناير 1985 في هونتينغتون ستاشن، هو لاعب كرة سلة أمريكي. بدأ مسيرته الاحترافية في سنة 2008. يبلغ طوله 6 قدم 3 بوصة (1.9 م). لعب كرة السلة الجامعية في جامعة هوفسترا. لعب مع بانفيت لكرة السلة في الدوري التركي في سنة 2008، ثم لعب مع كانتون شارج في موسم 2009–2010.

## روابط خارجية
- أنطوان أغوديو على موقع كرة السلة الأوروبية.كوم (الإنجليزية)
- أنطوان أغوديو على موقع كلية كرة السلة في سبورتس رفرنس.كوم (الإنجليزية)
- أنطوان أغوديو على موقع ريلجم (الإنجليزية)
- أنطوان أغوديو على موقع بروبوليرز (الإنجليزية)
- أنطوان أغوديو على موقع سبورتس رفرنس (الإنجليزية)